# Attjärnen (Bjursås socken, Dalarna)
Attjärnen är en sjö i Falu kommun i Dalarna och ingår i Dalälvens huvudavrinningsområde. Sjön är 7,5 meter djup, har en yta på 0,103 kvadratkilometer och är belägen 300,1 meter över havet. Sjön avvattnas av vattendraget Kvarnån.

## Delavrinningsområde
Attjärnen ingår i det delavrinningsområde (674111-148259) som SMHI kallar för Inloppet i Ärten. Medelhöjden är 310 meter över havet och ytan är 6,19 kvadratkilometer. Det finns inga avrinningsområden uppströms utan avrinningsområdet är högsta punkten. Kvarnån som avvattnar avrinningsområdet har biflödesordning 5, vilket innebär att vattnet flödar genom totalt 5 vattendrag innan det når havet efter 247 kilometer. Avrinningsområdet består mestadels av skog (79 procent). Avrinningsområdet har 0,16 kvadratkilometer vattenytor vilket ger det en sjöprocent på 2,6 procent.